# 묵호중학교
묵호중학교(墨湖中學校)는 대한민국 강원특별자치도 동해시 발한동에 있는 공립 중학교이다.

## 학교 연혁
- 1951년 10월 30일 : 교육부 6학급 설립인가
- 1972년 9월 1일 : 묵호고등학교와 분리 이전
- 1981년 3월 1일 : 33학급 설립인가
- 1996년 12월 31일 : 해동 실내 체육관 완공
- 2019년 3월 1일 : 남녀공학 19학급 인가(특수학급 포함)
- 2023년 9월 1일 : 제32대 문경협 교장 부임
- 2025년 1월 3일 : 제72회 졸업식(졸업생 142명, 누적 21,646명)
- 2025년 3월 4일 : 신입생 158명 입학(19학급)

## 참고 자료
- 묵호중학교 - 한국교육학술정보원 학교알리미